# Buffy Sainte-Marie: Carry It On
Buffy Sainte-Marie: Carry It On é um documentário canadense de 2022, dirigido por Madison Thomas. O filme é um retrato da vida e carreira da musicista e ativista Buffy Sainte-Marie, baseado em parte na biografia de Andrea Warner de 2018. Foi premiado como Melhor Programa Artístico no 51º Prêmio Emmy Internacional.
O filme foi produzido pela Eagle Vision, White Pine Pictures e Paquin Entertainment, e teve sua estreia mundial no Festival Internacional de Cinema de Toronto em 2022. Foi ao ar pela CraveTV e pela PBS nos Estados Unidos.

## Elenco
- Buffy Sainte-Marie[4]
- Joni Mitchell
- Robbie Robertson
- John Kay
- Jackson Browne
- Taj Mahal
- Sonia Manzano
- George Stroumboulopoulos
- Jeremy Dutcher